# زجاج روماني

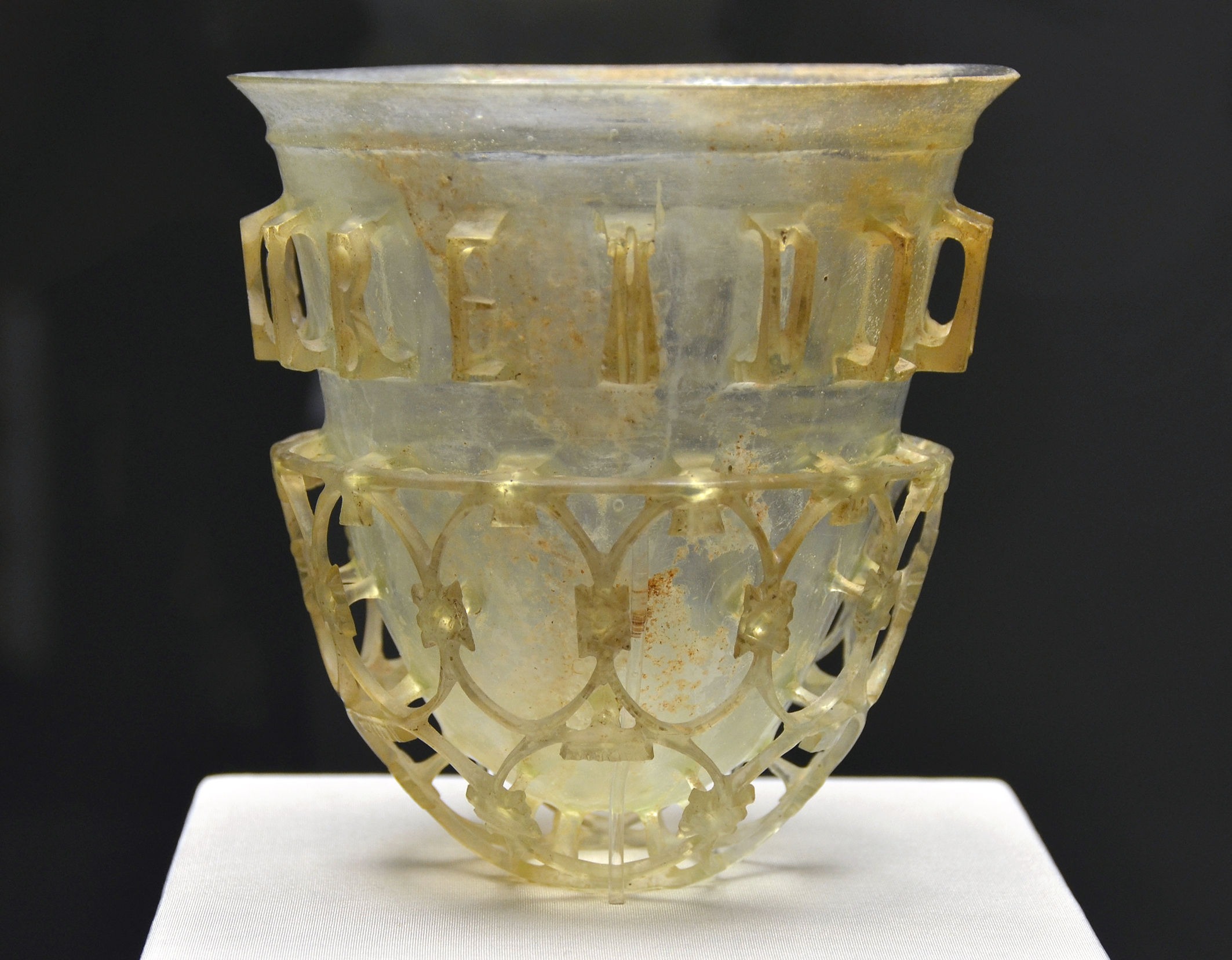
كوب شبكي من مدينة كولونيا ويعود تاريخه إلى منتصف القرن الرابع. المجموعة في متحف (مجموعات الدولة من الآثار) في ميونخ.

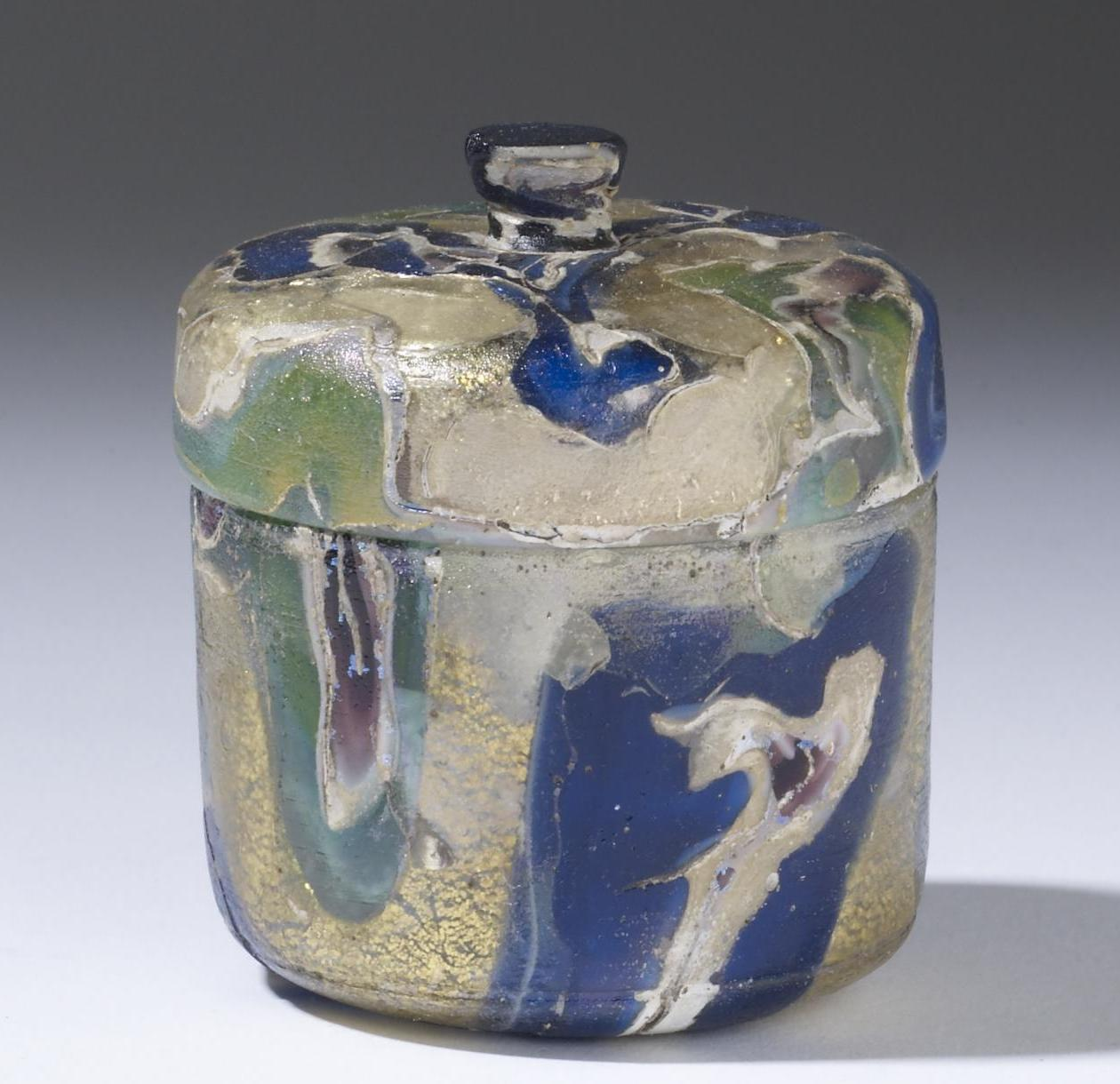
هذا الصندوق هو مثال على الأواني الزجاجية الرومانية الفاخرة، من حوالي أواخر القرن الأول قبل الميلاد، ويوجد هذا الصندوق حاليًا في متحف والترز للفنون، بالتيمور.

انتشرت القطع الزجاجية الرومانية في جميع أنحاء الإمبراطورية الرومانية وتواجدت في المجالات المحلية والصناعية والجنائزية. وكان يستخدم الزجاج أساساً في صناعة الأوعية ولكنه أيضاً اُستخدم في صناعة بلاط الفسيفساء وزجاج النوافذ. وقد تطورت صناعة الزجاج الروماني من تقاليد هلنستية تقنية وكانت تركز بدايةً على صناعة الأواني الزجاجية المصبوبة ذات الألوان الكثيفة. وخلال القرن الأول الميلادي شهدت صناعة الزجاج نمواً تقنيًا سريعًا ومن خلالها ظهرت تقنية النفخ بالزجاج وانتشر الزجاج الشفاف أو ما يعرف بـ«الزجاج المائي». وصُنع الزجاج الخام في مواقع منفصلة جغرافيًا عن صناعة الزجاج في الأوعية الجاهزة، ونظرًا لانتشار التصنيع على نطاق واسع أصبح الزجاج مادة متوفرة بوفرة في العالم الروماني قبيل انتهاء القرن الأول الميلادي، وأيضاً تواجدت أنواع للزجاج متخصصة وبالغة الصعوبة وكانت تعد من الزجاج الفاخر باهظ الثمن.

## ازدهار صناعة الزجاج الروماني

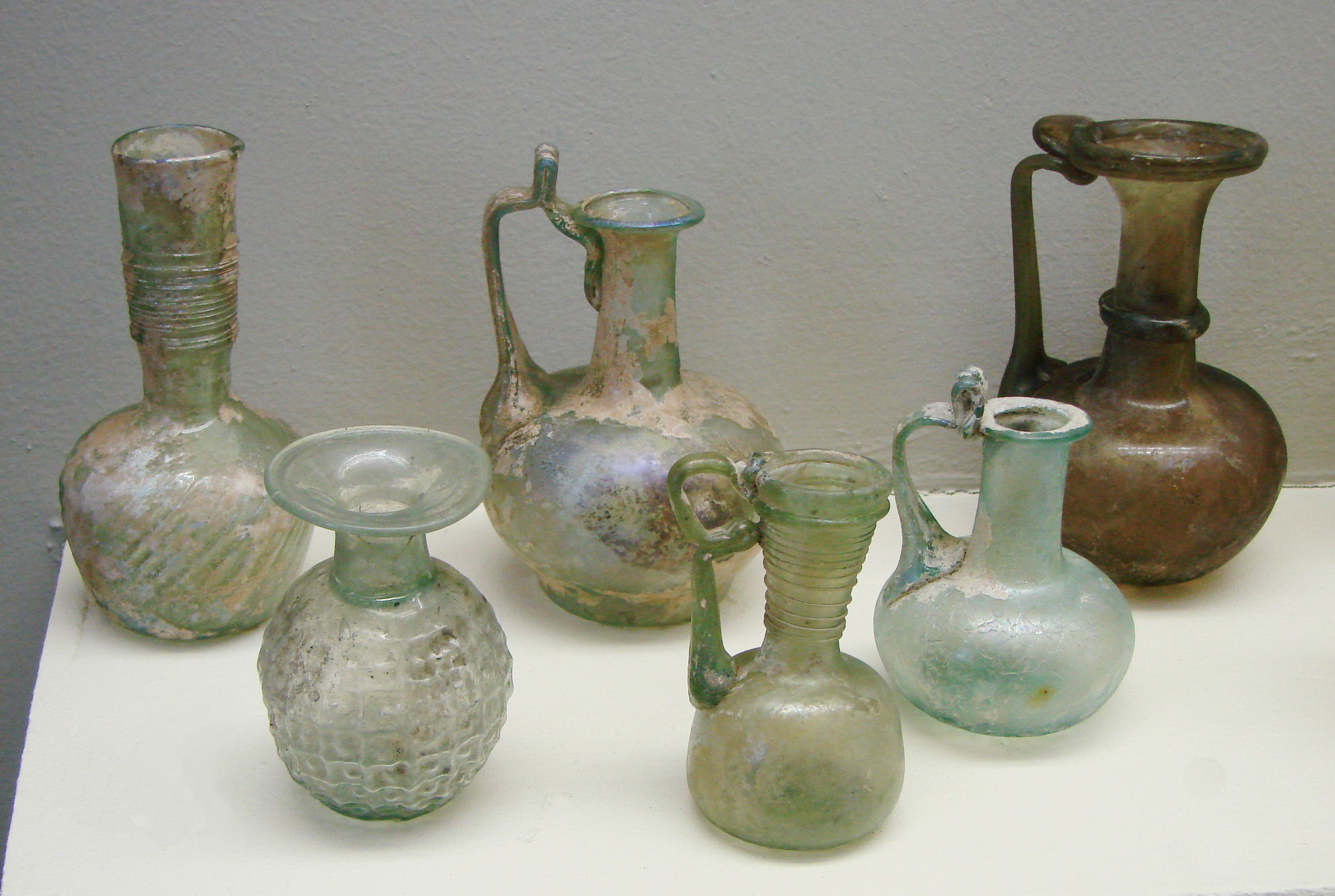
زجاج روماني من القرن الثاني ميلادي.

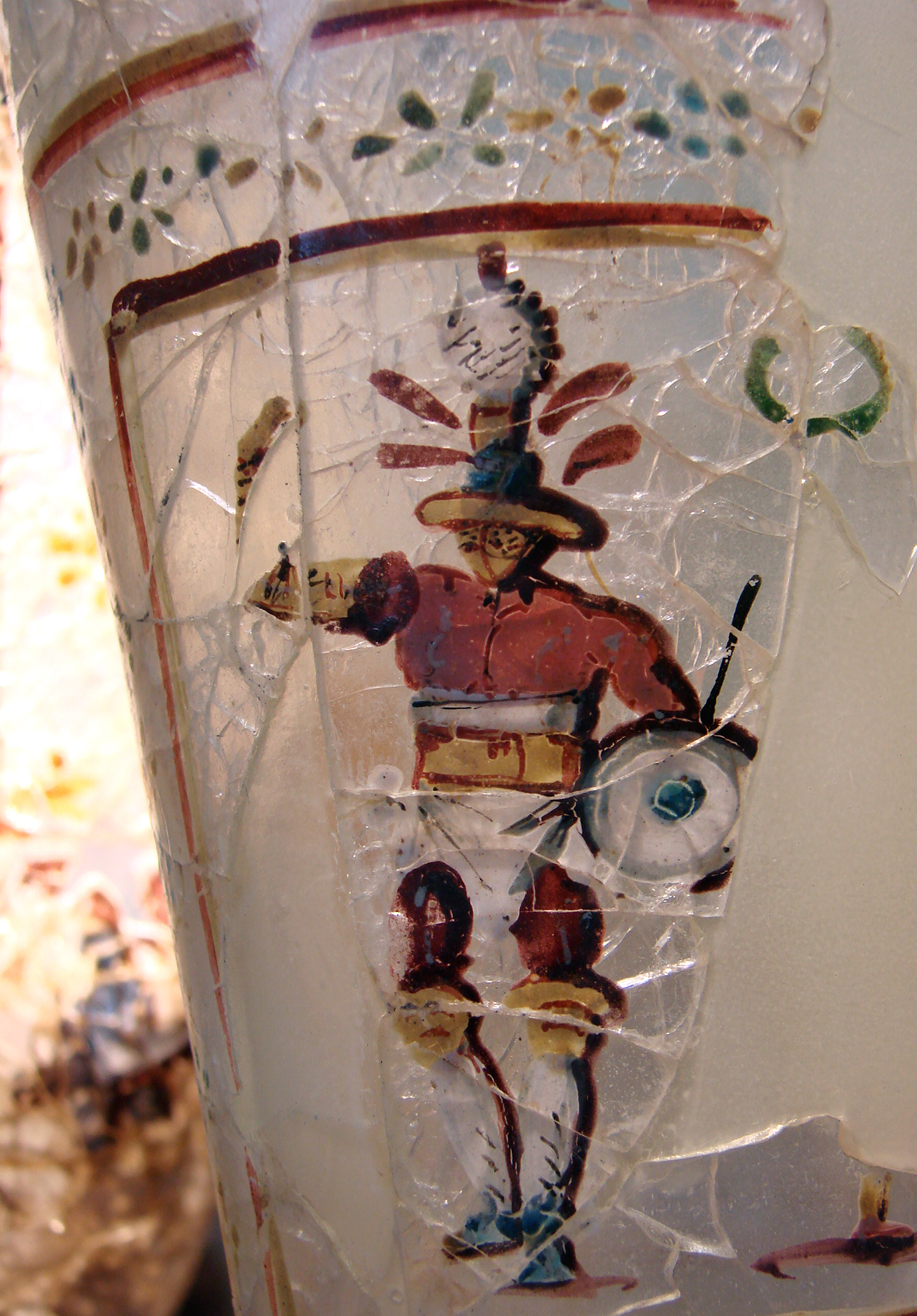
زجاج روماني رُسم عليه رجل السيف (غلادياتر) ووجدت هذه القطعة في مدينة (بيقرام) في أفغانستان، والتي كانت جزء من المملكة الإغريقية البخترية ولكنها كانت تحكمها الإمبراطورية الكوشانية أثناء عهد الزعامة الروماني المعاصر، والتي كان ينتمي لها الزجاج من سنة 52 إلى 125 ميلادي. (توجد بعض المناقشات العلمية حول التاريخ الدقيق).

على الرغم من ازدهار صناعة الزجاج في العالم الهلنستي والمكان المتنامي للزجاج في الحضارة المادية إلا أنه في بداية القرن الأول ميلادي لم تكن هناك كلمة لاتينية لتصف هذه الحرفة في العالم الروماني. وكان يُصنع الزجاج رغم ذلك في السياقات الرومانية مستخدمين فيها تقنيات وأساليب هلنستية (للاطلاع: تاريخ الزجاج) في أواخر الفترة الجمهورية، وكانت غالبية تقنيات التصنيع تستغرق وقتاً طويلاً وكان المنتج الأولي أيضاً وعاء شديد السماكة ويتطلب الكثير من التشطيب. وأدى هذا السبب بالإضافة إلى تكلفة استيراد النطرون من أجل إنتاج الزجاج الخام للحد من استخدام الزجاج واعتباره مادة ذات مكانة عالية وباهظة الثمن.

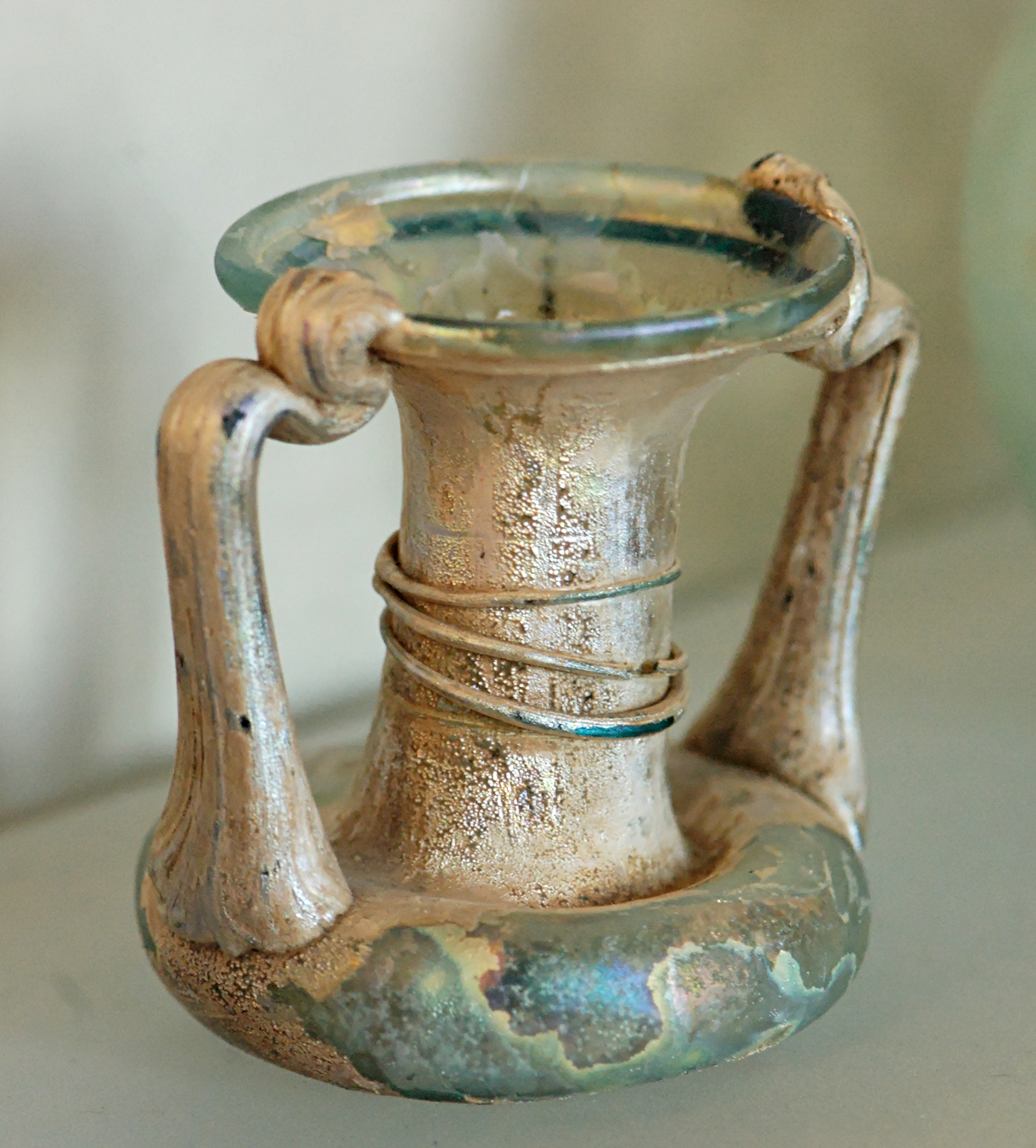
قارورة زجاجية بمقبضين من سوريا من القرن الرابع الميلادي.

وبالتالي، فإن صناعة الزجاج كانت نسبيًا تعد حرفة ثانوية في الفترة الجمهورية رغم أنه خلال العقود الأولى من القرن الأول ميلادي زاد توفر الأوعية الزجاجية زيادة كبيرة في الكم والنوع.
وكان هذا نتيجة مباشرة للنمو الهائل للنفوذ الروماني في نهاية الفترة الجمهورية، فترة السلام الروماني (باكس رومانا) التي تلت عقود من الحرب الأهلية، واستقرار الدولة تحت حكم الإمبراطور أغسطس. ومع ذلك كانت الأواني الزجاجية الرومانية تشق طريقها بالفعل من غرب آسيا (الإمبراطورية البارثية) إلى إمبراطورية كوشان في أفغانستان والهند وحتى إمبراطورية هان الصينية. وقد عُثر على أول زجاج روماني في الصين في قبر يرجع إلى أوائل القرن الأول قبل الميلاد في مدينة (غوانزو) ويُقال عبر بحر الصين الجنوبي.
وقد ظهرت في القرن الأول ميلادي أيضاً تقنية جديدة رائدة في صناعة الزجاج وهي النفخ بالزجاج، وقد سمحت هذه التقنية للعاملين بالزجاج بصنع أوعية أقل سماكة مما كانت عليه إلى حدٍ كبير مما ساعد في تقليل كمية الزجاج اللازمة لصنع كل وعاء. كما تميزت هذه التقنية أيضاً عن التقنيات الأخرى بسرعة صنعها، وكانت الأوعية تتطلب تشطيبًا أقل وهذا أدى لحفظ الكثير من الوقت والمواد الخام والمعدات. وعلى الرغم من سيادة التقنيات القديمة في أوائل السلالة اليوليوكلاودية  إلا أنهم تخلوا عنها إلى حد كبير بحلول منتصف القرن الأول ميلادي وحتى أواخره لصالح النفخ بالزجاج.
ونتيجةً لهذه العوامل فإن تكلفة الإنتاج انخفضت وأصبح الزجاج متوفراً لفئة أكبر من المجتمع في مجموعة متنوعة ومتزايدة. وقد عنى هذا، بحلول منتصف القرن الأول ميلادي، أن الأواني الزجاجية أصبحت مادة متوفرة بكثرة بعد أن كانت سلعة ثمينة وذات مكانة عالية كما ذكر اسطرابون في كتابه: «يمكن شراء كأس شرب من الزجاج مقابل عملة نحاسية.» (Strabo, Geographica XVI.2). وقد شهد هذا النمو أيضًا إنتاج أول قطعة من الزجاج للفسيفساء وأول نافذة زجاجية، حيث تحسنت تقنية الأفران مما سمح بإنتاج الزجاج المصهور لأول مرة. وفي الوقت نفسه، أدى توسع الإمبراطورية أيضًا إلى تدفق الناس وتوسع التأثيرات الثقافية والتي أدت إلى تبني أساليب زخرفية شرقية. وبالتالي فإنه يمكن اعتبار التغييرات التي حدثت في صناعة الزجاج الروماني خلال هذه الفترة نتيجة لثلاثة تأثيرات أساسية وهي: الأحداث التاريخية والابتكار التقني والأنماط المعاصرة. وترتبط هذه التغيرات أيضًا بالأنماط والتقنيات المطورة في تجارة السيراميك والتي اُستمد منها عدد من الأشكال والتقنيات.

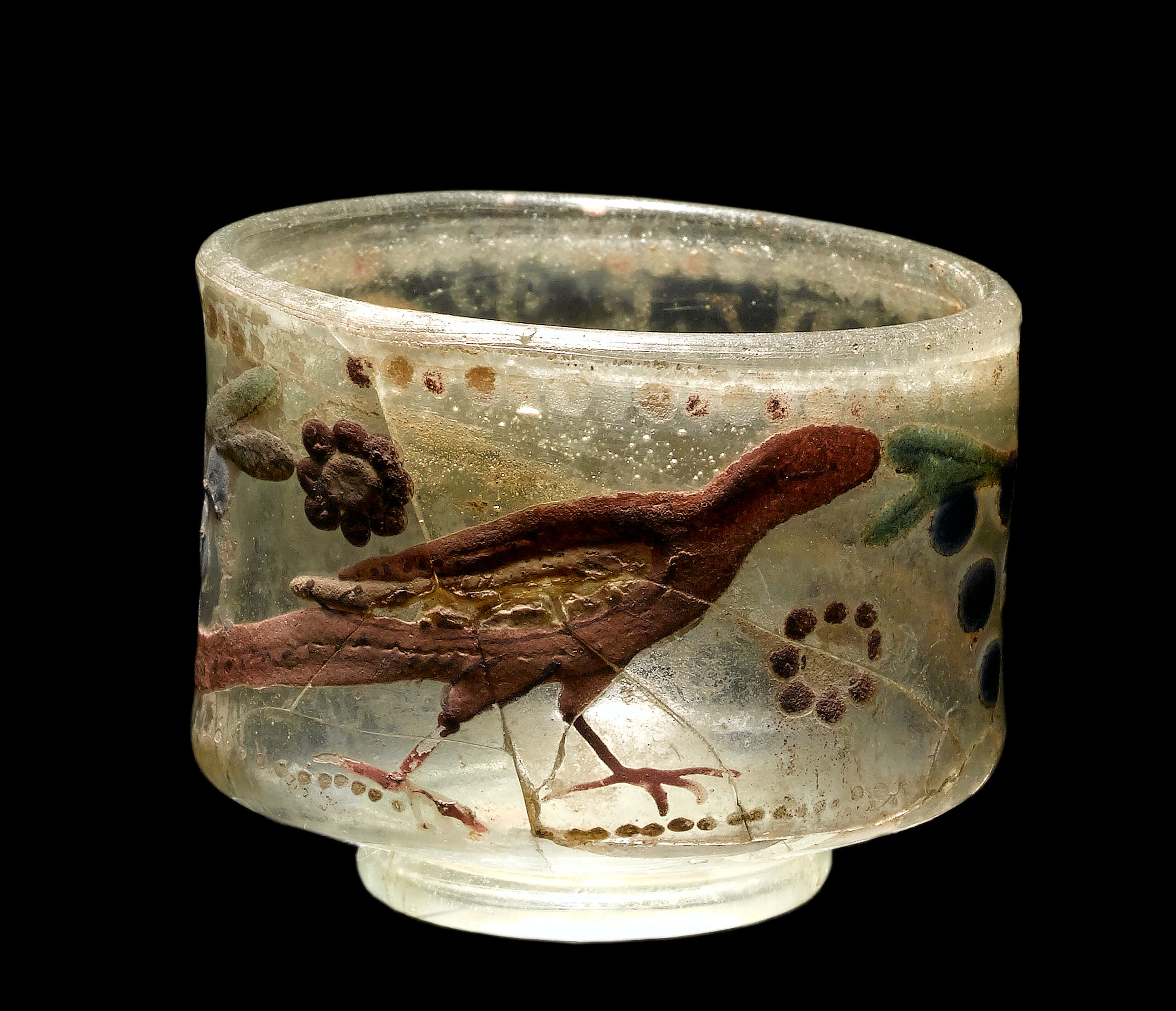
"فنجان السيرك" من العصر الحديدي الروماني، وجد في (ڤاربيليڤ) بالدنمارك.

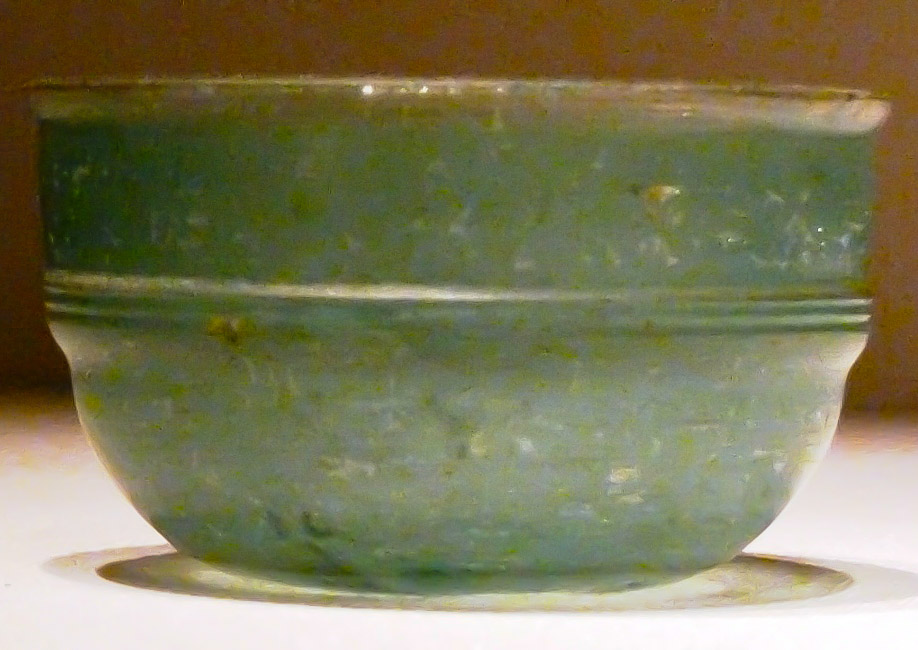
اكتشف هذا الكوب المصنوع من الزجاج الروماني الأخضر في أحد قبور سلالة هان الحاكمة سنة 25- 220 ميلادي في مدينة (قوانغشي) بالصين.

وصلت صناعة الزجاج ذروتها في بداية القرن الثاني ميلادي وتواجدت القطع الزجاجية في كل نوع من السياقات المحلية، وظل استخدام تقنيات الإنتاج الأولي من النفخ في الزجاج وتقليل مقدار الصب لبقية الفترة الرومانية مع بعض التغييرات في أنواع الأوعية وتغييرات بسيطة أخرى في التقنية المستخدمة. ومن القرن الثاني ميلادي فصاعدًا، كثرت الأساليب التي تميل للطابع الإقليمي، ودليل ذلك أن الأواني والأوعية المغلقة مثل (الأونقونتاريا)1 صارت ناتجًا ثانويًا للمحتويات التجارية ويبدوا أن الكثير منها تطابق مع المقاييس الرومانية لقياس المواد السائلة. كما زاد استخدام الزجاج الملون كإضافة زخرفية للزجاج الشفاف وغيرالملون، واستمر استخدام الأوعية المعدنية لتشكيل الأوعية الزجاجية. وبعد تحول قسطنطين للمسيحية سرعان ما بدأت صناعة الزجاج تتحول من تصوير الديانة الوثنية لتصوير الديانة المسيحية. وقد أدى انتقال العاصمة للقسطنطينية إلى إحياء صناعة الزجاج الشرقي من جديد، وأيضًا وجود الجيش الروماني في المقاطعات الغربية ساعد كثيرًا في منع حدوث أي انتكاسة فيها. وأخيرًا بحلول منتصف القرن الرابع ميلادي كان نفخ القوالب لا يستخدم إلا بين الحين والآخر.
1 كلمة لاتينية وتعني قارورة زجاجية وجدت غالباً في المواقع الرومانية والهلنستية وخصوصًا في المقابر.  

## الإنتاج

### التركيب

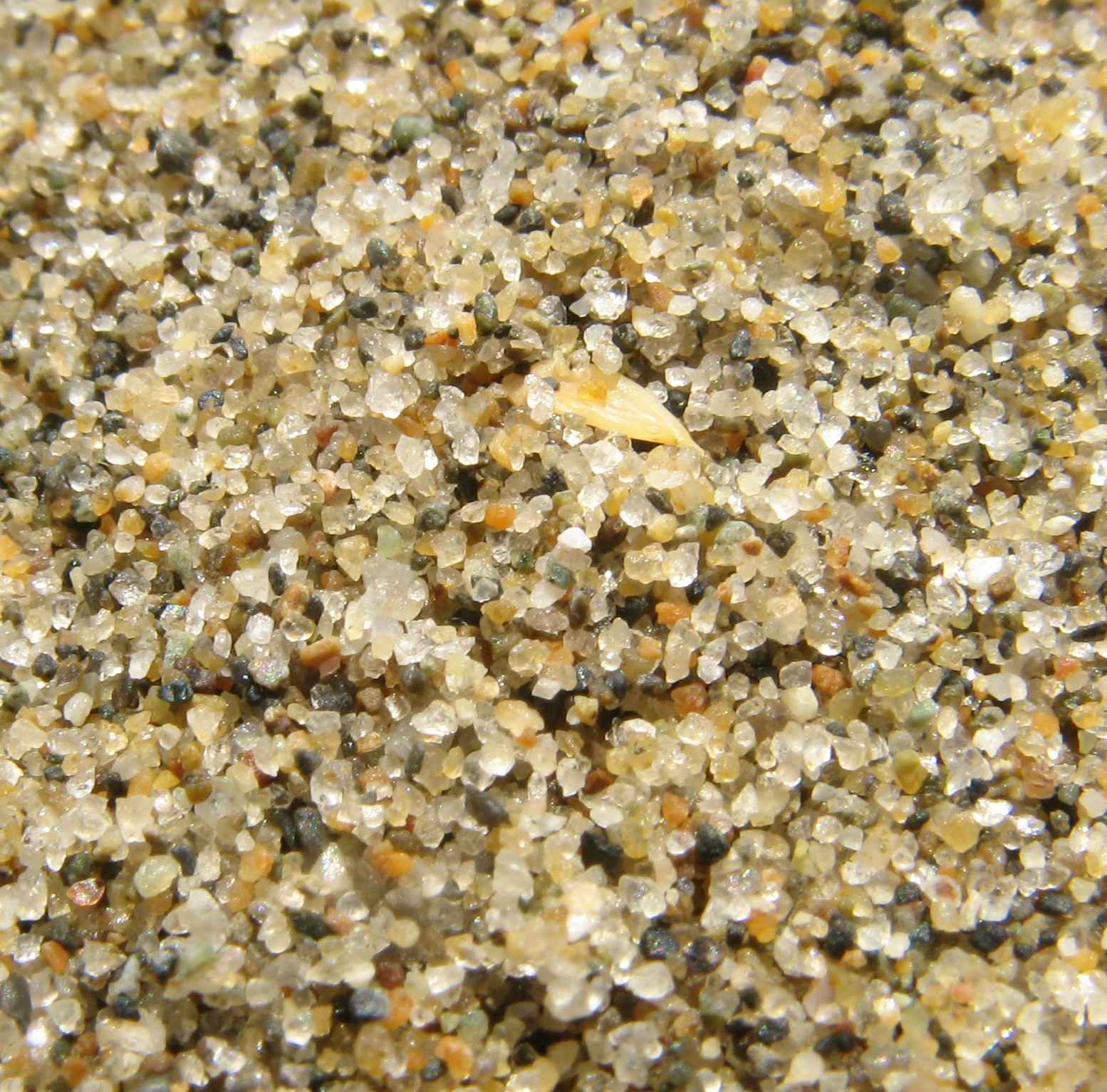
صورة مقربة لرمال الشاطئ، وتعد رمال الشاطئ المكون الرئيسي للزجاج الروماني.

اعتمد إنتاج الزجاج الروماني على تطبيق الحرارة لصهر مكونين أساسيين وهما السليكا والصودا.  وقد قسمت الدراسات الفنية للزجاجيات الأثرية مكونات الزجاج كالآتي: المُشكِّلات والمُصَّهرات والمثبتات وأيضًا قد تضاف المواد المُعَتِّمة أو الملونات.
- المُشكِّل: المكون الرئيسي للزجاج هي مادة السليكا (ثاني أكسيد السيلكون) والتي كانت خلال العصر الروماني عبارة عن حجر المرو والذي يحتوي عادةً على 2.5٪ من أكسيد الألمنيوم وحوالي 8٪ من الكلس.[4] بالنسبة لمحتويات أكسيد الألمنيوم فهي تختلف من مكان لآخر، فقد تصل 3٪ في زجاجيات الإمبراطورية الرومانية الغربية، أما في زجاجيات الشرق الأوسط فتكون منخفضه بصورة ملحوظة.[4]
- المُصَّهر: استخدم هذا المكون حتى يُخَفِّض درجة انصهار ثاني أكسيد السيلكون (السليكا) ومن ثم تشكيل الزجاج. وقد أظهر تحليل الزجاج الروماني أن الصودا (كربونات الصوديوم) قد اقتصر استخدامه في صناعة الزجاج.[10] وخلال هذه الفترة كان المصدر الرئيسي للصودا هو النطرون وهو ملح طبيعي يظهر في قيعان البحيرات الجافة، أما بالنسبة للمصدر الرئيسي للنطرون في الفترة الرومانية فقد كان وادي النطرون بمصر، ولكن توجد احتمالية وجود مصدر آخر في إيطاليا.
- المثبت: الزجاج المكون من ثاني أكسيد السيلكون (السليكا) وكربونات الصوديوم قابل للذوبان بطبيعة الحال ولذلك لابد من إضافة مادة مثبتة كالكلس أو أكسيد المغنيسيوم، وقد كان الكلس هو عامل التثبيت الرئيسي المستخدم خلال الفترة الرومانية، حيث يضاف للزجاج جزئيات كلسية من رمال الشاطئ ولا تستخدم كمكون منفصل.[11]

كما تبين أن الزجاج الروماني يحتوي على حوالي 1٪ إلى 2٪ من الكلور على نقيض ما عقبه بعد ذلك من الزجاج، ويعتقد أنه إما بسبب إضافة الملح (كلوريد الصوديوم) لتقليل درجة حرارة الانصهار ولزوجة الزجاج أو بسبب شوائب في النطرون.

### صنع الزجاج

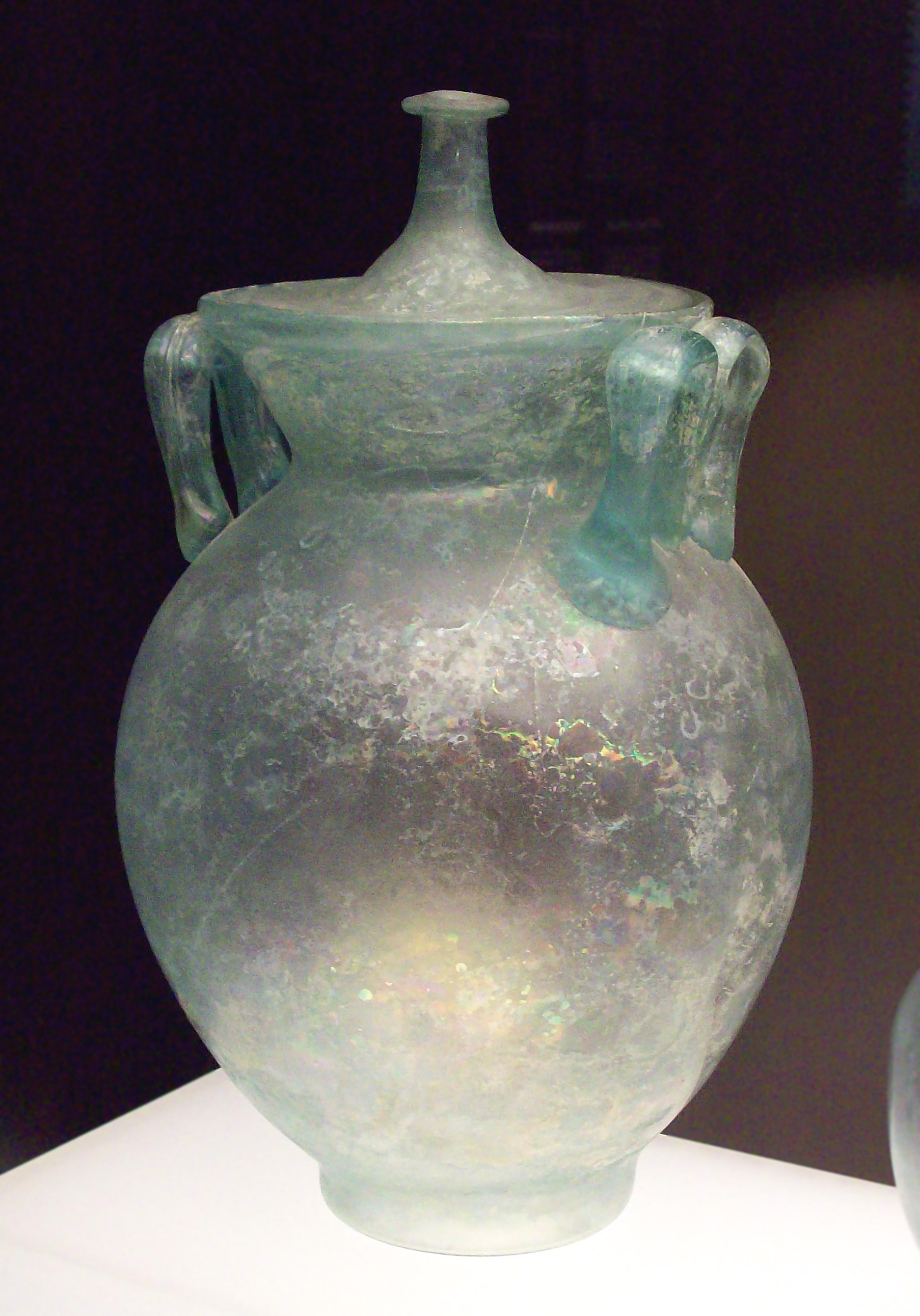
جرة من الزجاج المنفوخ لحفظ رماد الموتى، يعود تاريخها إلى مابين القرنين الأول والثالث ميلادي.

ندُرت الأدلة الأثرية حول صناعة الزجاج في الفترة الرومانية، ولكن عند إجراء المقارنات بين الفترتين الإسلامية والبيزنطية اللاتي تلتها فإنه من الواضح أن صناعة الزجاج كانت صناعة مهمة. وبحلول نهاية الفترة الرومانية كان يصنع الزجاج بكميات كبيرة في خزانات تقع داخل أفران متخصصة للغاية، كما يتضح في لوح الزجاج البالغ وزنه 8 أطنان والذي استعيد من بيت شعاريم. وكان يمكن لهذه الورش أن تنتج أطنان من الزجاج الخام فقط عند إشعال فرن واحد، وعلى الرغم من أن إشعال الفرن قد يستغرق أسابيع إلا أن الورشة الأولية يمكن أن توفر مواقع ثانوية متعددة لصنع الزجاج. ولهذا يعتقد أن إنتاج الزجاج الخام كان متمركز حول عدد صغير نسبياً من الورش، بينما يصنع الزجاج بحجم كبير جداً ومن ثم يقسم لقطع صغيرة. وبالنسبة لصناعة الزجاج المحلي فإنه يوجد أدلة محدودة فقط في مجال صناعة زجاج النوافذ. إن تطور هذه الصناعة ذات النطاق الواسع ليست مفهومة بصورة كاملة، لكن تشير موسوعة التاريخ الطبيعي للمؤرخ بلني (36، 194) بالإضافة إلى أدلة أول استخدام للزجاج المنصهر في منتصف القرن الأول ميلادي إلى أن تقنيات الأفران قد شهدت تقدم ملحوظ خلال أوائل إلى منتصف القرن الأول ميلادي إلى جانب توسع صناعة الزجاج.
كانت مواقع ورش صناعة الزجاج تحددها ثلاثة عوامل أساسية: توفر الوقود والذي كان مطلوبًا بكميات كبيرة، ومصادرالرمال والتي تمثل المكون الرئيسي للزجاج، وأخيراً النطرون والذي يعمل كمساعد للصهر. وقد اعتمد الزجاج الروماني على النطرون من وادي النطرون ونتيجةً لذلك فيعتقد أن ورش صناعة الزجاج خلال الفترة الرومانية كانت محصورة في المناطق القريبة من الساحل الشرقي للبحر الأبيض المتوسط. وهذا سهّل تجارة الزجاج الخام الشفاف أو ذو اللون الطبيعي الذي أنتجوه، والذي وصل إلى مواقع العمل بالزجاج في أرجاء الإمبراطورية الرومانية.
أدت ندرة الأدلة الأثرية لمرافق صناعة الزجاج الروماني إلى استخدام التراكيب الكيميائية كدليل لنماذج الإنتاج، حيث يشير تقسيم الإنتاج إلى أن وجود الاختلافات ترتبط بالفروق في صناعة الزجاج الخام. وقد أدى اعتماد الرومان على النطرون من وادي النطرون ليستخدموه كمُصّهر إلى تكوين مركب متجانس إلى حد كبير في غالبية الزجاجيات الرومانية. وعلى الرغم من نشر التحليلات الرئيسية  فإن المقارنات بين التحليلات الكيميائية التي أُعدت بمختلف الأساليب التحليلية لم تُجرب إلا مؤخراً، ومع أن بعض الاختلافات في تراكيب الزجاج الروماني وجدت، إلا أنه من الصعب وضع مجموعات تركيبية ذات معنى في هذه الحقبة.

### إعادة التدوير

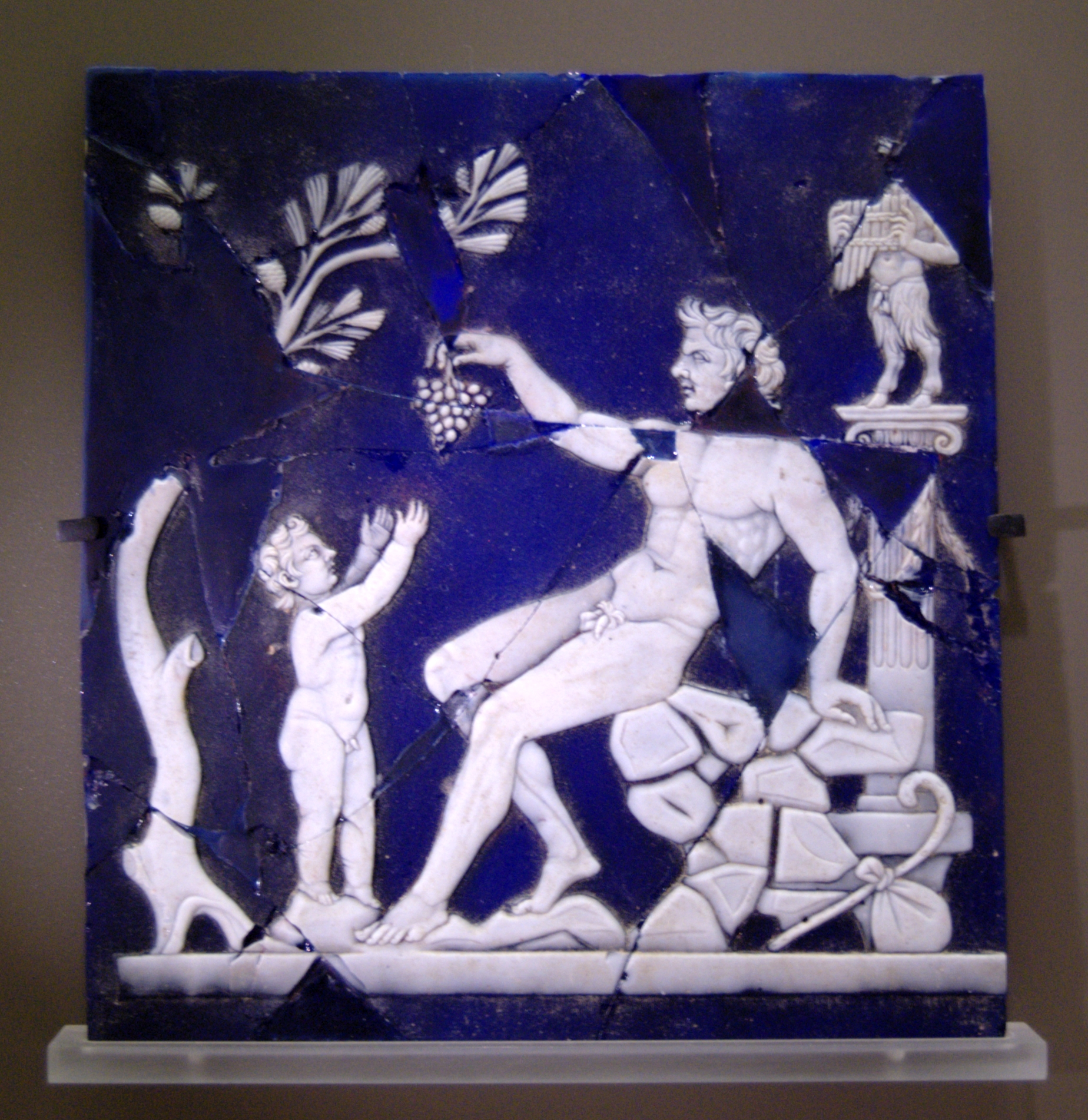
لوح من الزجاج المنقوش برسمة للرضيع (ديونيسوس)و (ساتير)، يعود تاريخها لأوائل القرن الأول ميلادي.

يوضّح الكاتبين الرومانيين ستاتشيوس ومارتياليس إلى أن إعادة تدوير الزجاج المكسور كان جزءًا مهمًا في صناعة الزجاج آنذاك، والذي يدعم ذلك هي الحقيقة المتمثلة في ندرة استرجاع شظايا الزجاج من المواقع المحلية مهما كان حجمها في هذه الحقبة. ويوجد دليل في الإمبراطورية الغربية على أن عملية إعادة تدوير الزجاج المكسور كانت متواترة وعلى نطاق واسع، وأن كمية من الأواني الزجاجية المكسورة تمركزت في المواقع المحلية قبل البدء بصهرها مرةً أخرى وتحويلها لزجاج خام. ومن الناحية التركيبية، فإن تكررعملية التدوير يكون واضح من خلال ارتفاع مستويات المعادن المستخدمة كملونات. 
ولا يبدو أن عملية الصهر حدثت في البوتقات بل في الواقع استخدمت أواني الطهي للعمليات الصغيرة. أما بالنسبة للعمليات الأكبر فقد استخدم لها خزانات كبيرة أو حاويات خزفية تشبه الخزانات، أما بالحالات الضخمة فقد بنيت أفران كبيرة لتطوق هذه الخزانات.

### العمل بالزجاج
عند المقارنة بصناعة الزجاج فإن العمل بالزجاج توفرت أدلة على تواجده في العديد من مناطق الإمبراطورية. وعلى عكس عملية التصنيع فإن العمل بالزجاج يتطلب درجات حرارة منخفضة إلى حد كبير ووقود أقل بكثير، ونتيجةً لذلك ولتوسع الإمبراطورية أيضًا فإن مواقع العمل بالزجاج تطورت في روما وكامبانيا ووادي بو بحلول نهاية القرن الأول قبل الميلاد، وأنتجت الأواني الزجاجية بتقنية النفخ والأوعية الزجاجية بتقنية الصب. وقد عُرفت إيطاليا آنذاك بكونها مركز العمل وتصدير الأواني ذات الألوان الزاهية، ووصل الإنتاج ذروته خلال منتصف القرن الأول ميلادي.
وشهد نمو الإمبراطورية بحلول أوائل وحتى منتصف القرن الأول ميلادي إنشاء مواقع العمل بالزجاج في الطرق التجارية، حيث أصبحت (كولونيا) وغيرها من مراكز (راينلاند) مواقع مهمه للعمل بالزجاج في الفترة الإمبراطورية، وأصبح الزجاج السوري يُصدّر مثل الزجاج الإيطالي. وخلال هذه الفترة تباينت أشكال الأوعية الزجاجية بين الورش، حيث تنتج المناطق مثل (راينلاند) وشمال فرنسا أشكالاً مميزة لم تشهدها الجنوب. واستمر النمو في الصناعة حتى القرن الثالث بعد الميلاد، عندما شهدت المواقع في (كولونيا كولوديا آرا)2 توسعاً كبيراً. وبحلول القرن الثالث وأوائل القرن الرابع كان المنتجون في شمال جبال الألب يصدّرون إلى شمال إيطاليا والمناطق الواقعة وراء جبال الألب.
2 المستعمرة الرومانية في راينلاند
وكان لمواقع العمل بالزجاج مثل تلك الموجودة في (أكويليا) دور مهم في انتشار تقاليد العمل الزجاج  والاتجار أيضًا في المواد التي تستخدم الزجاجيات المجوفة كحاويات. وعند حلول القرن الرابع والخامس ميلادي كانت ورش الزجاج الإيطالي هي الأكثر انتشارًا.

### الأنماط
يتبع الزجاج الروماني القديم التقاليد الهلنستية ويستخدم الألوان الصارخة والزجاج المنقوش (الفسيفساء). وفي أواخر الفترة الجمهورية ظهرت أواني جديدة بخطوط صارخة الألوان ممزوجة بخطوط أحادية اللون وشرائط لولبية على سطح الزجاج. ووجدت بعض الأدلة خلال هذه الفترة على أن أنماط الزجاج اختلفت جُغْرَافِيًّا، فكان أبرز مصدر للأواني الفاخرة الشفافة أوائل القرن الأول في الغرب، بينما أصبحت الأواني الفاخرة الشفافة اللاحقة أكثر تواجدًا على نطاق عالمي. وتمثل هذه القطع أيضًا أول نمط روماني متميز لا علاقة له بتقاليد الصب الهلنستية التي اعتمدوا عليها وتميزت أيضًا بألوان غنية جديدة. والألوان الأكثر شيوعًا في هذه الفترة كانت الأخضر الزمردي والأزرق الداكن والأزرق المخضر الداكن والأزرق الفارسي (أقرب ما يكون للون الطاووس)، أما بالنسبة للألوان الأخرى فكانت نادرة الوجود. ومن بين هذه الألوان كان اللونان الأخضر الزمردي والأزرق الفارسي ألوان جديدة أدخلتها الصناعة الرومانية الإيطالية وكانت تقريبًا ترتبط حصريًا بإنتاج الأواني الفاخرة.
وكان هناك تغير ملحوظ خلال الثلاثين سنة الأخيرة من القرن الأول ميلادي في الأنماط المتخذة، فقد قل استخدام الألوان الصارخة بسرعة وكثر استخدام لون الزجاج الطبيعي الشفاف بدلاً منها. وقد استخدم الزجاج الشفاف في صناعة الأوعية وبعض تصاميم الفسيفساء قبيل ذلك، ولكنها بدأت تهيمن على سوق الزجاج المنفوخ في هذه الفترة. وقد تلاشى استخدام الألوان الصارخة في الزجاج المصبوب أيضًا في هذه الفترة وهيمن الزجاج الشفاف على آخر فئة تنتج بكميات من الأوعية المصبوبة، وذلك بسبب انتشار القوالب والنفخ الحر خلال القرن الأول ميلادي.
ومنذ حوالي سنة 70 بعد الميلاد أصبح الزجاج الشفاف المادة السائدة للسلع الفاخرة، وأما الزجاج الرخيص فأصبح يميل للألوان الفاتحة من الأزرق والأخضر والأصفر. ويستمر النقاش حول ما إذا كان هذا التغير في الأسلوب يشير إلى تغيير في الموقف حيث اعتبر الزجاج مادة جديرة بعينها ولم تعد تحتاج تقليد الأحجار الكريمة أو السيراميك أو المعدن، أو ما إذا كان هذا الميل للزجاج الشفاف محاولة لتقليد الصخر البلوري الثمين. وتنص موسوعة التاريخ الطبيعي للمؤرخ بلني على أن «أكثر الزجاج ذي القيمة العالية هو الشفاف ويكون يماثل الصخر البلوري قدر الإمكان.» (192، 36)، ويعتقد أن هذا يدعم موضوع النقاش الأخير.  كما يتضح استمرار الصب كتقنية إنتاج والتي كانت تنتج أوعية سميكة حتى تتحمل الضغط الناتج من كثرة التلميع والنحت المرتبطة بالعمل البلوري.

## أساليب تشكيل الأوعية

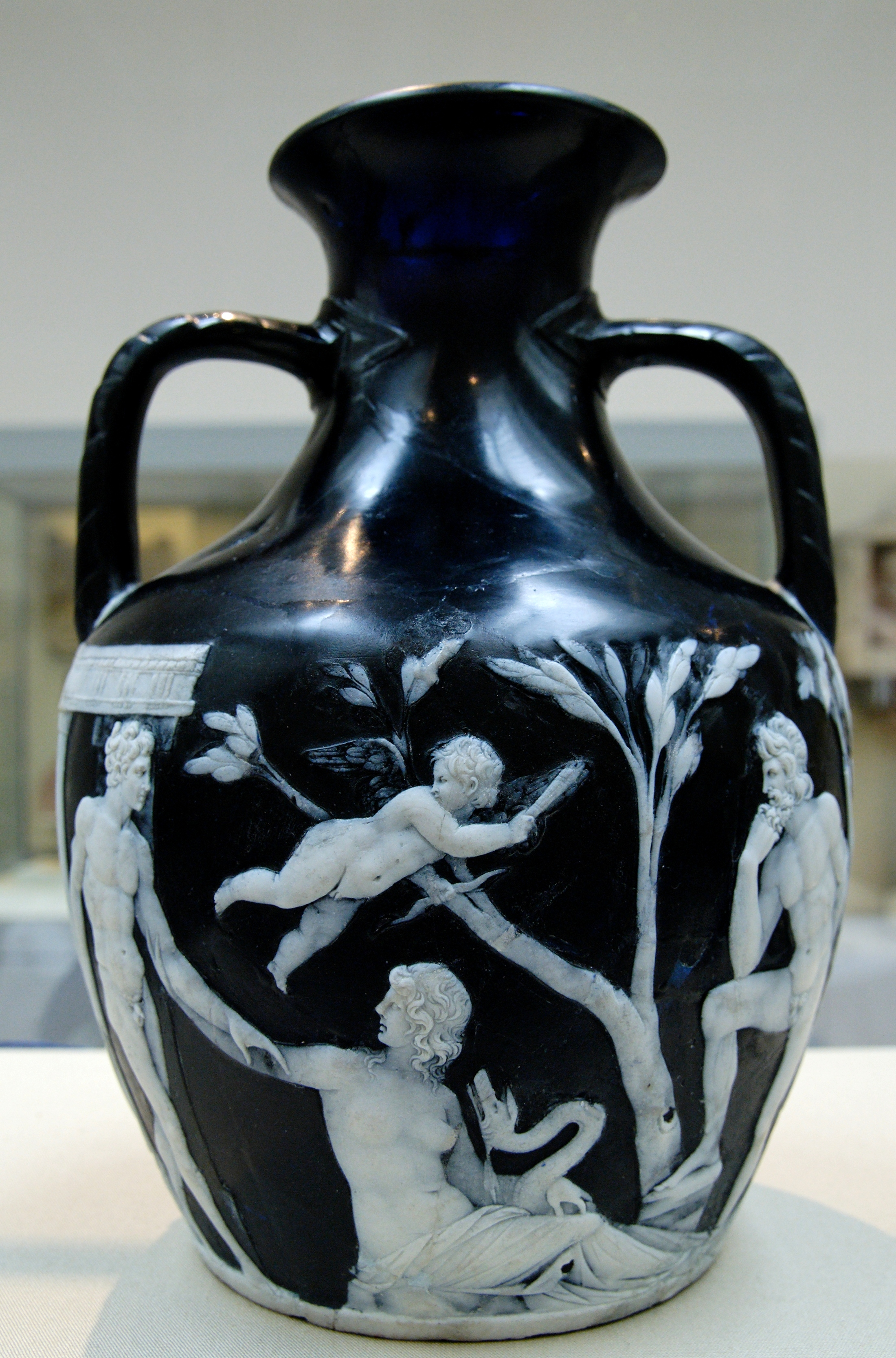
مزهرية بورتلاند من الزجاج المنقوش. 5-25 ميلادي

### الأوعية المشكلة على قضيب معدني وقاعدة أساس
استخدم الحرفيون كتلة من الطين والقش مثبتة حول قضيب معدني لتشكيل قاعدة أساس، وقاموا بصنع الأوعية إما عن طريق غمس قاعدة الأساس في الزجاج السائل، أو عن طريق صب الزجاج السائل فوق قاعدة الأساس. وبعد أن يبرد الزجاج تُزال قاعدة الأساس، ثم تضاف المقابض والحواف وقواعد الأوعية. وتتميز هذه الأوعية بسماكتها نسبيًا وألوانها الزاهية وأشكالها المتعرجة بألوان مغايرة، وتقتصر في الحجم على الجرار الصغيرة أو الحاويات العطرية. استمرت شعبية هذه التقنية القديمة خلال القرن الأول قبل الميلاد، على الرغم من الظهور المبكر للأوعية المقولبة والمسبوكة.

### أوعية القطع البارد
يرتبط هذا الأسلوب بمبدأ استعمال الزجاج كبديل للأحجار الكريمة، فمن خلال استعارة تقنيات الأحجار ونحت الأحجار الكريمة استطاع الحرفيون إنتاج مجموعة من الحاويات الصغيرة من كتل الزجاج الخام أو القطع البلورية السميكة المقولبة، بما في ذلك الزجاج المنقوش بلونين أو أكثر والأكواب الشبكية، والتي لايزال يعتقد معظم العلماء أنها زخرفت بالنحت على الرغم من وجود بعض النقاشات.

### نفخ الزجاج: النفخ الحر والقولبة بالنفخ
هذه التقنيات -والتي كانت مهيمنة على صناعة الزجاج الروماني بعد أواخر القرن الأول ميلادي- قد نوقشت بالتفاصيل في صفحة النفخ بالزجاج، أما قولبة الزجاج بالنفخ فقد ظهرت في الربع الثاني من القرن الأول ميلادي.

### تقنيات الإنتاج الأخرى
كان هناك عدد من التقنيات الأخرى المستخدمة خلال الفترة الرومانية وهي:
- صناعة الأكواب الشبكية
- صناعة الزجاج المنقوش
- تشكيل الزجاج على القوالب
- الصب

## تقنيات الزخرفة

### تصاميم الزجاج المصبوب

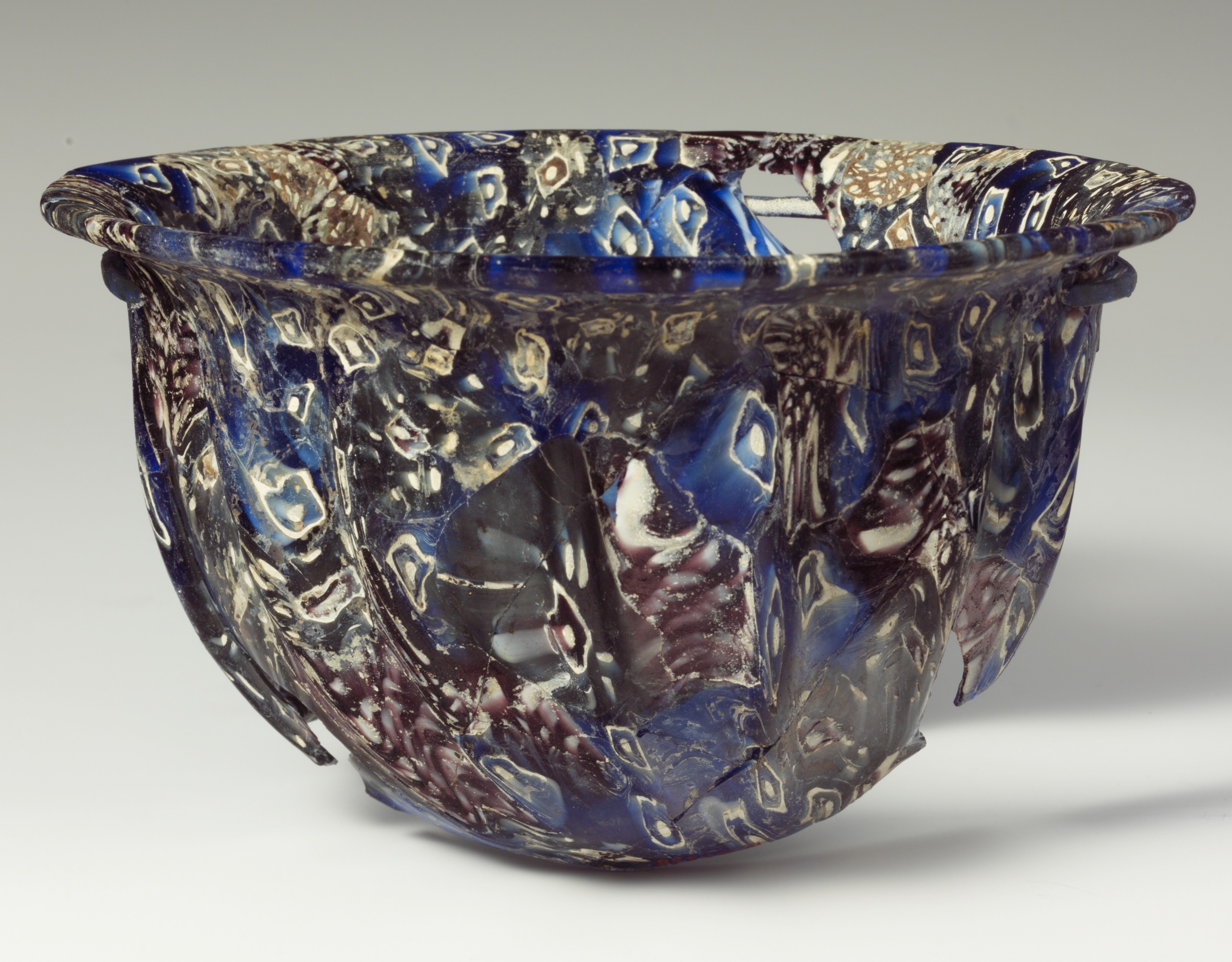
إناء مضلع من زجاج الفسيفساء في متحف (متروبوليتان) للفنون.

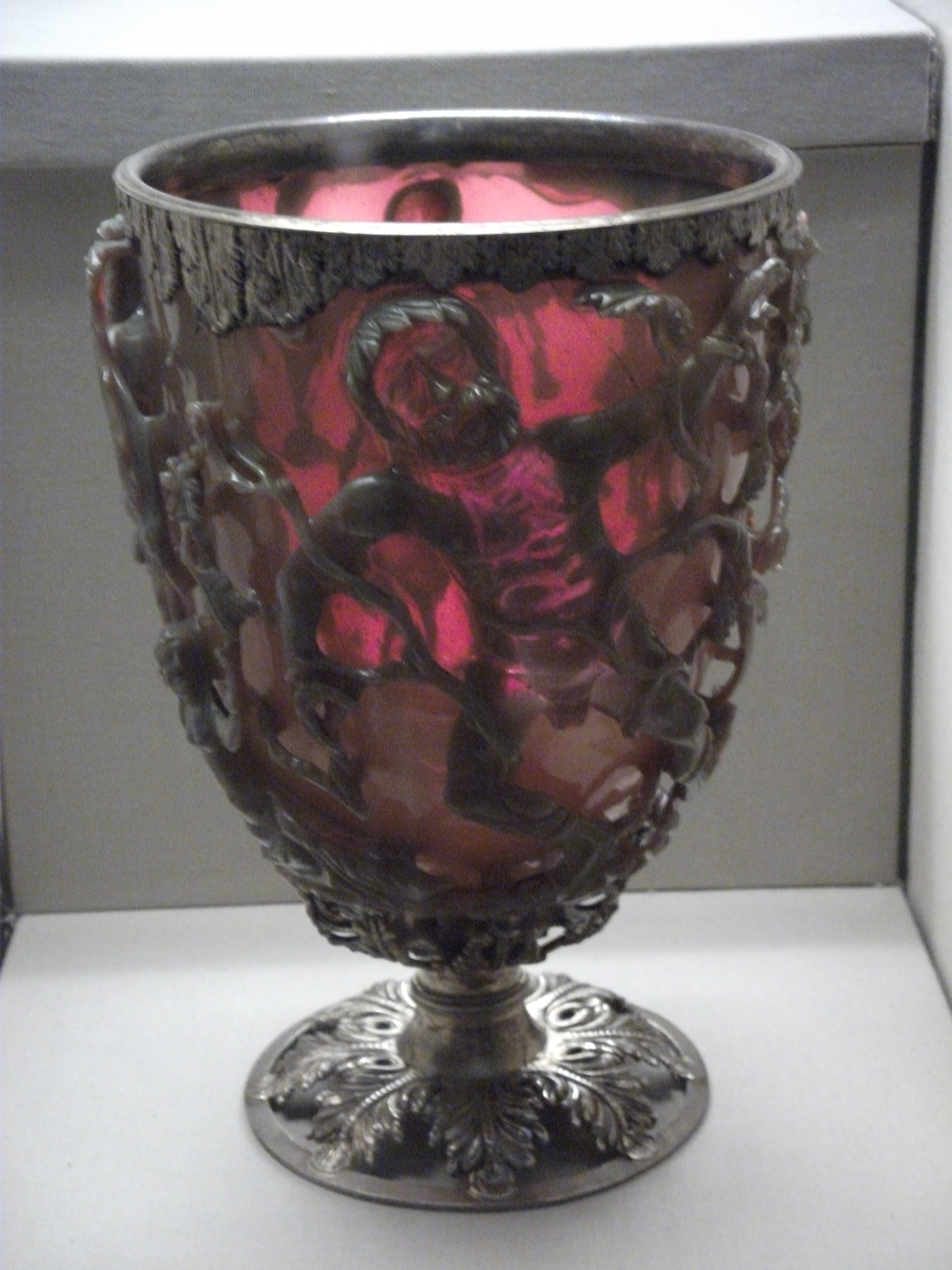
كوب (ليكرقس)، وهو كوب شبكي ثنائي اللون (متغير اللون)، يضيء من الخلف وبإطار وأساس عصري.

يمكن إنتاج الألواح الزجاجية المستخدمة لتشكيل الزجاج من الزجاج الملون أو الشفاف أو حتى قد تتكون من قطع الفسيفساء. بعد ذلك تطور إنتاج هذه القطع وأصبح يستخدم تقنية التشكيل بالقصب وتقنية (ميلفوري) الحديثتين ولكنها مختلفة بصورة ملحوظة عما سبق. حددت ستة تصاميم أساسية لزجاج الفسيفساء وهي:
- تصاميم بأنماط الزهور (ميلفوري) أو لولبية: تصنع هذه الأنماط بربط مجموعة من العصي الزجاجية الملونة وتسخينها ومن ثم صهرها مع بعضها البعض لتكون قطعةً واحدة، بعد ذلك تقطع بصورة مقطعية وقد تصهر هذه الشرائح المقطعة معًا لتشكيل نمط معقد. وقد تصهر شريحتين زجاجيتين من ألوان مختلفة ومن ثم لفهما بالتعاقب حول قضيب زجاجي بينما لاتزال الشريحتين ساخنتين لتشكيل نمط لولبي.[7] ويقطع هذا النمط أيضًا بصورة مقطعية وقد تصهر مع بعضها البعض لتشكيل لوح أو تصهر لتكوين زجاج عادي.
- التصاميم بالأنماط الرخامية والمنقطة: يتضح تشكيل بعض هذه الأنماط عند تشوه النمط الأصلي أثناء تشكيل صحيفة الزجاج خلال عملية الصهر.[7] ومن ناحية أخرى استطاع المنتجون أيضًا أن يقلدوا بعمد مظهر الحجارة الطبيعي مثل الجزع العقيقي باستخدام أنماط دائرية ولولبية بألوان مختلفة.[1] وقد غلب ظهور هذا النوع في الأواني المصنوعة بقوالب عمودية وهي واحدة من أكثر أنواع الزجاج شيوعًا في مواقع القرن الأول ميلادي.[7]
- النمط الشريطي: تُلّف شرائط زجاجية ملونة مع لولب زجاجي بألوان مغايرة قبل أن تصهر معًا، وكانت هذه طريقة شائعة في أوائل الفترة الرومانية ولكنها بعد ذلك أصبحت موضة قديمة بحلول منتصف القرن الأول ميلادي.[7]
- النمط المخطط: تُصهر أطوال أحادية اللون وأشرطة من الزجاج لتشكيل تصاميم مخططة زاهية، وهذه التقنية تطورت من تقنية النمط الشريطي خلال العقود الأخيرة من القرن الأول ميلادي.[1]

انخفض إنتاج السفن متعددة الألوان بعد منتصف القرن الأول، لكنه ظل قيد الاستخدام لبعض الوقت بعد ذلك.

### زجاج الذهب

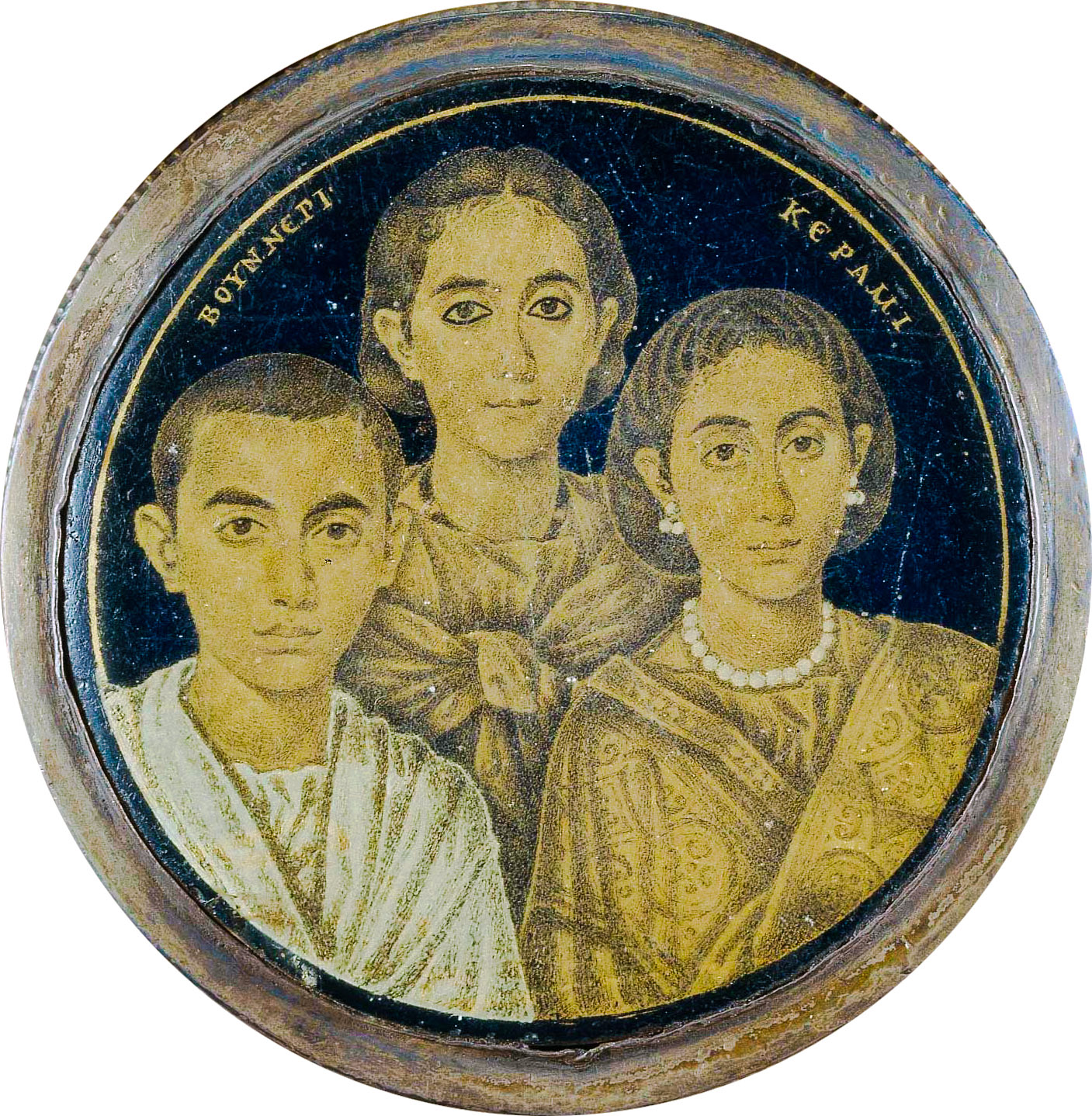
تفاصيل ميدالية ذهبية زجاجية رُسمت عليها عائلة، تعود للإسكندرية (مصر الرومانية)، القرن الثالث والرابع. (بريشا، متحف سانتا جوليا).

كان الزجاج الذهبي الشطيري أو ما يسمى بزجاج الذهب تقنية تستخدم لتثبيت طبقة من ورق الذهب الذي يحتوي على تصميم داخل طبقتين من الزجاج المصهور، وقد تطورت هذه التقنية في الزجاج الهلنستي ومن ثم أُعيد إحياؤها في القرن الثالث. وقد تواجدت تصاميم كبيرة لكن عددها قليل جدًا، وكانت الغالبية العظمى لما بقي من الخمس مئة تصميم عبارة عن دوائر مقصوصة من قواعد أكواب النبيذ أو الزجاجيات المستخدمة لتمييز وتزيين القبور في سراديب الموتى في روما عن طريق ضغطهم في الهاون. وكانت الغالبية العظمى لهذه الرسومات من القرن الرابع وتمتد للقرن الخامس وكان أغلبهم مسيحيون ولكن كثيرُ منهم وثنيون وقلة كانوا يهود، وقد دُرست أيقوناتهم كثيرا على الرغم من كونها من الناحية الفنية غير معقدة نسبيًا. وعلى عكس ذلك فقد نفذت مجموعة أصغر بكثير من مستويات الصورهذه في القرن الثالث ونفذت بشكل رائع، وكانت تصبغ بطلاء على سطح الذهب. واستخدمت هذه التقنية لقطع الفسيفساء الذهبية في منتصف القرن الأول في روما وبحلول القرن الخامس أصبحت هذه القطع الخلفية الموحدة للفسيفساء الدينية.

### تقنيات زخرفية أخرى
استخدمت عدة تقنيات أخرى خلال الفترة الرومانية ومنها الطلاء بالمينا والنقش.

## الفسيفساء وزجاج النوافذ
استخدمت قطع الزجاج المكسور أو القضبان الزجاجية في صناعة الفسيفساء في عهد أغسطس ومن بعده، ولكن بحلول بداية القرن الأول بدأ إنتاج قطع بلاط صغيرة من الزجاج وكانت تنتج خصيصًا لصناعة الفسيفساء، وعادةً ما تكون باللون الأصفر أو الأزرق أو الأخضر وتستخدم غالبًا في فسيفساء أرضية النوافير أو الفسيفساء المستخدمة لتسليط الضوء والإنارة.
ويُعتقد أنه في نفس ذلك الوقت تقريبًا أنتجت أول دفعة من ألواح النوافذ الزجاجية، وكانت الألواح بدايةً تغطى بملاط خشن في إطار خشبي فوق طبقة من الرمل أو الحصى. ولكن من أواخر القرن الثالث فصاعدًا بدأ صنع الزجاج بطريقة الأسطوانة، حيث تقطع أسطوانة زجاجية منفوخة ومن ثم تبدأ بالتمدد عند تعريضها للحرارة لتكوّن أخيرًا لوح زجاجي.

## الكيمياء والألوان
اطلع أيضًا على: صناعة الزجاج

|                             | الملوّن                         | الكمية                              | تعليقات | حالة الفرن  |
| --------------------------- | ------------------------------ | ----------------------------------- | --- | ----------- |
| اللون المائي أو الشفاف      | أكسيد الحديد الثنائي (FeO)     |                                     | اللون الشفاف للزجاج أقرب ما يكون للأزرق الفاتح وهو اللون الطبيعي الشائع للزجاج غير المعالج، وكانت العديد من الأوعية الرومانية بهذا اللون. |             |
| عديم اللون                  | أكسيد الحديد الثلاثي (Fe2O3)   |                                     | نتج الزجاج عديم اللون في العصر الروماني بإضافة إما الإثمد أو أكسيد المنغنيز، وأدى هذا إلى تأكسد أكسيد الحديد الثنائي لأكسيد الحديد الثلاثي، والذي بالرغم من كونه أصفر اللون إلا أنه فاتح جدًا مما جعل الزجاج يظهر بلا لون. كان استخدام المنغنيز كمزيل لوني اختراعًا رومانيًا لوحظ لأول مرة في العهد الإمبراطوري، وقبل ذلك استخدمت المعادن الغنية بالإثمد، ويعمل الإثمد كمزيل لوني أكثر قوة من المنغنيز مما ينتج زجاجًا عديم اللون وبشدة. وفي إيطاليا وشمال أوروبا استمر استخدام الإثمد أو مزيج من الإثمد والمنغنيز بعناية حتى القرن الثالث. |             |
| اللون العنبري               | مركبات الحديد والكبريت         | 0.2%-1.4% من الكبريت 0.3% من الحديد | من المحتمل أن يكون الكبريت دخل في الزجاج من شوائب النطرون مما أدى للون مخضر خفيف، وعند تكون مركبات الحديد والكبريت ينتج لون عنبري. | منخفضة      |
| اللون الأرجواني             | المنغنيز مثل (بيرولوسيت)       | حوالي 3٪                            | | مؤكسدة      |
| الأزرق والأخضر              | النحاس                         | 2٪ - 13٪                            | من الممكن تقوية اللون المائي الطبيعي للزجاج بإضافة النحاس، وقد استوحيت هذه الطريقة في الفترة الرومانية من إصلاح القشرة الأكسيدية (الصدأ) من بقايا النحاس عند تسخينه لتجنب الشوائب الموجودة في معادن النحاس. وأنتج النحاس لون أزرق شفاف ويميل نحو الأخضر الغامق الشديد. | مؤكسدة      |
| الأخضر الغامق               | الرصاص                         |                                     | من الممكن تعتيم اللون الأخضر الناتج عن النحاس بإضافة الرصاص. |             |
| الأزرق الملكي المائل للكحلي | الكوبالت                       | 0.1٪                                | تكثيف التلوين |             |
| مسحوق اللون الأزرق          | الأزرق المصري                  |                                     | |             |
| أحمر غامق مائل للبني        | النحاس والرصاص                 | >10% من النحاس 1%-20% من الرصاص     | يترسب النحاس الموجود في الزجاج تحت ظروف الاختزال الشديدة داخل القالب كأكسيد نحاسي مما يجعل لون الزجاج بني مائل للأحمر الشبيه بلون الدم، أما الرصاص فهو يساعد بتسريع الترسب ولمعان الزجاج. وكان الأحمر لونًا نادرًا آنذاك ولكنه كان ينتج في القرنين الرابع والخامس وما تلاهما على مستوى القارة. | منخفضة بشدة |
| الأبيض                      | الإثمد مثل (كبريتيد الأنتيمون) | 1-10٪                               | يتفاعل الإثمد مع الكلس الموجود في قوالب الزجاج لترسيب بلورات أنتيمونيت الكالسيوم منتجةً لون أبيض معتم جدًا. | مؤكسدة      |
| الأصفر                      | الإثمد والرصاص مثل (بيندهايمت) |                                     | ينتج ترسب بيرونتيمونيت الرصاص لون أصفر معتم، وندر استخدام اللون الأصفر لوحده في الزجاج الروماني ولكنه استخدم في الفسيفساء والقطع المزخرفة بألوان متعددة. |             |

شكلت هذه الألوان أساس كل الزجاج الروماني، وعلى الرغم من أن بعضها كان يتطلب قدرة ومعرفة عالية بالتقنية إلا أنهم استطاعوا تحقيق قدر من الاتساق في أعمالهم.